# Дом купца Селюгина (Себеж)
Дом купца Селюгина — историческое здание в городе Себеже, Псковская область. Расположен в юго-восточной части города, на Советской улице (бывшей Рынковой), современный адрес — Советская улица, 11. Объект культурного наследия России регионального значения. Пример богатого купеческого дома, сохранившегося в комплексе со складами, магазинами и другими хозяйственными постройками. Образец местной школы кирпичного строительства второй половины XIX века.

## История
Судя по закладной доске на северном фасаде, жилой дом построен в 1890 году. Натурное и стилистическое обследование показывает, что западный корпус лабаза построен одновременно с жилым домом, а восточный — несколько ранее. До революции 1917 года постройки принадлежали богатому себежскому купцу Селюгину. Впоследствии здесь размещался Народный суд. В настоящее время дом сохраняет жилое назначение, в западном лабазе помещается продовольственный магазин и склады. Восточный лабаз не используется.

## Архитектура

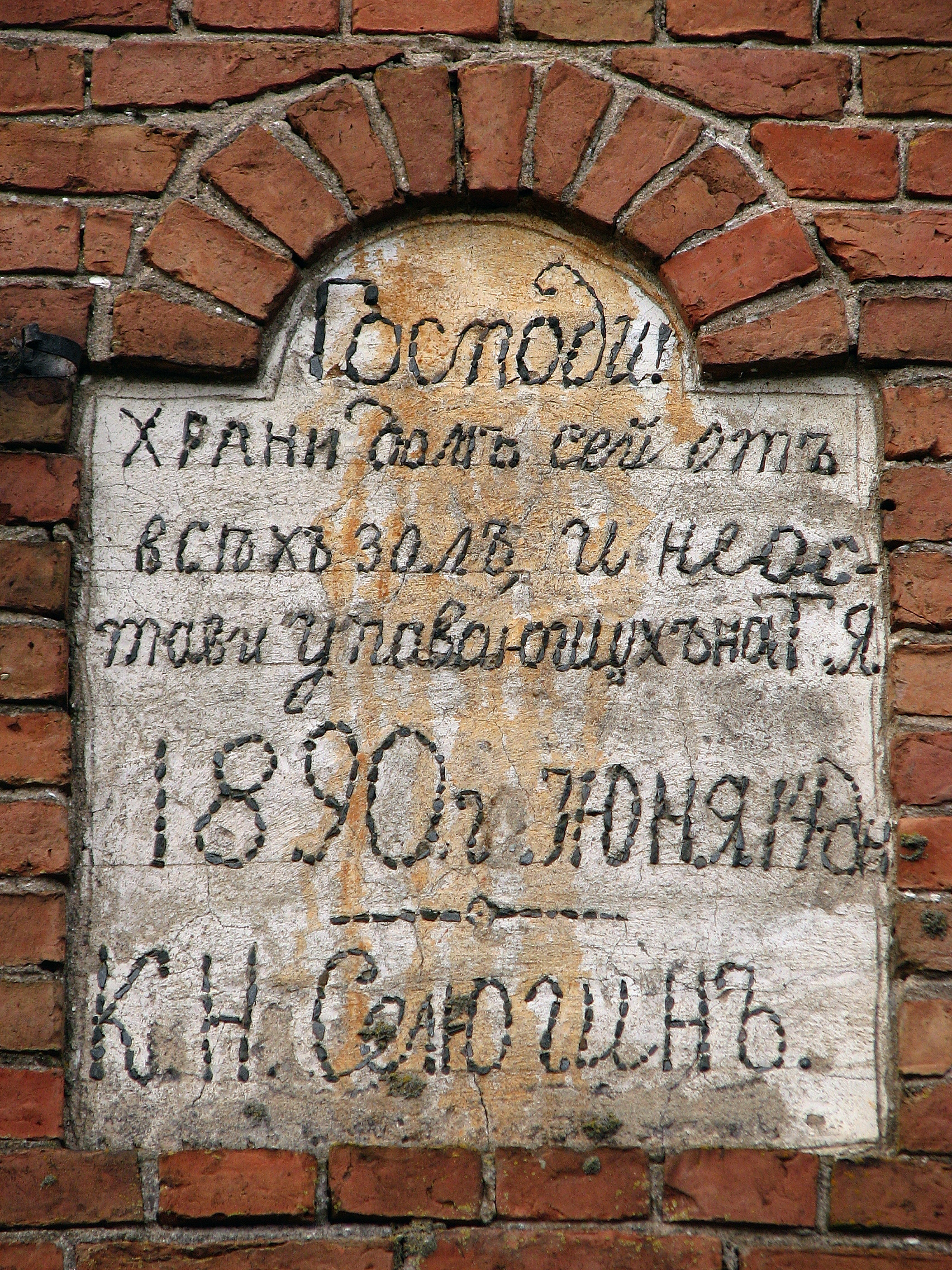
Памятная доска

Комплекс построек вытянут вдоль красной линии Советской улицы (бывшей Рынковой). В центре комплекса находится прямоугольный в плане жилой двухэтажный кирпичный дом на бутовом ленточном фундаменте. За счет перепада отметок двора и улицы под северной частью дома устроен высокий подвал, использовавшийся под склады. В восточной части здания находится арочный проезд во двор, перекрытый коробовыми сводами, опирающимися на подпружные арки. Стены дома со стороны северного и восточного фасадов в высоту полуподвального этажа выложены из валунов и кирпича.
Здание перекрыто двухскатной шиферной кровлей по деревянным стропилам. Западный и восточный фасады глухие. С восточной стороны к жилому дому примыкает наиболее старый элемент комплекса — одноэтажный кирпичный лабаз с оштукатуренными стенами. Западная стена лабаза была использована при строительстве жилого дома. С запада к жилому дому примыкает протяжённое одноэтажное здание магазина, построенное, вероятно, несколько позднее. Отделка его уличного фасада стилистически близка к архитектуре жилого дома. Во дворе находится небольшой одноэтажный кирпичный складской павильон, также выполненный в едином стиле с жилым зданием. Размеры жилого дома в плане 13,7 х 15 м.
Фасады дома из красного кирпича неоштукатурены. На уровне первого этажа декор представлен фигурными наличниками, пилястрами в простенках, украшенными узором «елочка», декоративным горизонтальным пояском и выносным карнизом со ступенчатыми сухариками. На дворовом фасаде наличники имеют и окна первого этажа, а простенки второго этажа — гладкие. В восточной части северной фасада, над аркой проезда, в кладку стен вмонтирована каменная доска с надписью: «Господи, храни домъ сей отъ всехъ золъ и не остави уповающихъ на тя. 1890 г. июня 14 дн. К.Н. Селюгинъ».
Стены восточного лабаза со стороны западного фасада в высоту полуподвального этажа выложены из валунов и кирпича. Западный лабаз и складской павильон сложены также из кирпича. Декор западного лабаза представлен декоративным горизонтальным пояском и выносным карнизом со ступенчатыми сухариками, лучковыми бровками с дентикулами над оконными проёмами. Декор восточного лабаза представлен декоративным горизонтальным пояском, юго-восточный угол здания декорирован выступающими прямоугольными рустами (длинные русты чередуются с короткими), на западном фасаде оконные проёмы обрамлены рамочными наличниками. Складской павильон также выполнен в едином стиле с жилым зданием, декорирован городчатым поясом и аркатурным поясом из арочек с треугольным завершением.